# Conceição Queiroz
Conceição Queiroz (Moçambique, 30 de Maio de 1975) é uma jornalista de investigação desde 1994 e repórter da TVI/CNN.

## Percurso
Aos 15 anos, durante o liceu, em Portugal, foi vítima de um episódio de racismo onde uma professora da cadeira de Psicologia, durante o teste onde se verificava para que área cada pessoa estava vocacionada, considerou que Conceição era a a única pessoa que não estava vocacionada para nada, dizendo-lhe que nunca iria ser ninguém na vida e que nem sequer terminaria o ensino secundário.
Licenciada em Sociologia no Instituto Universitário de Lisboa – ISCTE e em Política Social, no Instituto Superior de Ciências Sociais e Políticas (ISCSP) da Universidade Técnica de Lisboa, é mestre em História Moderna e Contemporânea do Instituto Universitário de Lisboa – ISCTE, e está a fazer um doutoramento em Estudos Portugueses, com especialização em Literatura, na Universidade Nova de Lisboa – Faculdade de Ciências Sociais e Humanas.
Em 1994 tirou a carteira profissional de jornalismo, mas já trabalhava clandestinamente, quando foi obrigada a pagar uma multa.
Acabou por escolher a profissão de jornalista quando, no primeiro ano da faculdade, começou a fazer rádio. Mais tarde, entrou na Rádio Clube Português e no grupo Semanário. Foi, também, diretora de Informação da Televisão de Cabo Verde.
Enquanto mulher negra, lutou contra os estereótipos raciais no telejornalismo. Foi vítima de comentários machistas, xenofóbicos e racistas. Passou a utilizar as redes sociais para denunciar os ataques de que é alvo diariamente, tendo enfrentado e superado a discriminação e o racismo.
Em 2020, Conceição Queiroz emocionou-se ao apresentar a notícia da morte de George Floyd, afro-americano de 46 anos que morreu após um polícial se ter ajoelhado sobre o seu pescoço, até este ficar inconsciente, e não conseguiu acabar de ler o texto que lançava a notícia.
Em 3 de Maio de 2021, foi alvo de agressões racistas no exercício das suas funções como jornalista da TVI em ataques que aconteceram em direto quando fazia uma reportagem no exterior.

## Reconhecimento e prémios
Em 2011, o seu trabalho sobre cancro no intestino venceu um prémio da Liga Portuguesa Contra o Cancro.
Em 2018, Ganhou o Prémio Maria Barroso – Jornalismo ao Serviço da Paz e do Desenvolvimento 
Escolhida entre as 100 personalidades negras influentes da lusofonia na primeira edição da 100 Power List (2021), iniciativa da revista digital Bantumen em parceria com a EGEAC – Empresa de Gestão de Equipamentos e Animação Cultural em Lisboa. 
Em 2020, foi nomeada para integrar o programa “Edward R. Murrow Program For Journalists – Reasearch and Investigation”, com o tema "Jornalismo de investigação", ação que reuniu profissionais de todo o mundo para examinar as práticas jornalísticas nos Estados Unidos.
Ainda em 2020, foi nomeada para os Prémios Mais Alentejo, na categoria “Mais Jornalismo”.

## Obras
Entre as suas obras encontram-se: 
- 2007 - Serviço de Urgência

- 2008 -  Os Meninos da Jamba

- 2014 - A Última História de Amor

- 2016 - A Vida Privada das Elites no Estado Novo[15]
- 2023 - Racismo – Meio Século de Força[16]

Escreveu a peça de teatro “Tu e Eu” que esteve em cena no Teatro da Comuna em Lisboa (2013).
Escreveu e realizou ainda duas curtas-metragens para cinema.